# Mark Rial
Mark Rial (ur. 29 marca 1978) – amerykański zapaśnik. Zajął dziewiąte miejsce w Pucharze Świata w 2008 roku.
Zawodnik Fort Dodge Senior High School i University of Northern Iowa, trener. W 2001 roku zakwalifikował się do turnieju NCAA.